# Calamata
Calamata (grec: Καλαμάτα, Kalamata), de vegades transcrita directament com a Kalamata i antigament dita Fares (grec antic: Φαραί), és una ciutat de la Messènia, al sud-oest del Peloponès, a Grècia. És la capital i el principal port de la unitat perifèrica de Messènia. El 2001 tenia 57.620 habitants.
Calamata és coneguda, entre d'altres, per ser la terra originària de la dansa kalamatianós, i per una mena característica d'olives negres grosses (olives de Calamata) que s'exporten arreu del món. Té un aeroport internacional, amb codi IATA KLX, on arriben força vols durant l'estiu. Al seu port hi arriben ferries que venen de Citera i de la Canea (Creta).

## Història

### Antiguitat
La ciutat s'alça sobre l'antiga Fares, ciutat de Messènia situada a un turó a l'esquerra del riu Nèdon, a poc més d'1 km del golf messènic. La llegenda la fa fundada per Faris, fill d'Hermes. Homer l'esmenta com a ciutat de Messènia i governada per Díocles, vassall dels atrides. Després de la conquesta de Messènia per la Lliga Aquea el 182 aC, la ciutat es va fer independent i va ingressar a la Lliga. El mateix van fer les ciutats d'Àbies i Túria. August la va incloure en la federació dels Laconis lliures, però Tiberi la va retornar a Messènia.

### Edat mitjana i moderna
A l'edat mitjana es va dir Calamata.
Després del 1205 fou capital d'una senyoria del Principat d'Acaia que va passar al Despotat de l'Epir avançat el segle xiii; Anna Ducaina, filla de Miquel de l'Epir, fou senyora de Calamata, i es va casar amb Guillem II Villehardouin d'Acaia, que havia nascut a la ciutat; a la seva mort va deixar la senyoria a Isabel I de Villehardouin, que es va casar amb Felip d'Anjou-Nàpols, fill de Carles I d'Anjou; Felip fou príncep d'Acaia del 1271 al 1277 i Isabel princesa nominal d'Acaia del 1289 al 1307; aquesta darrera va morir el 1312 a 49 anys. El 1348 la baronia va passar a Niccolò Acciaiuoli (mort el 1356), junt amb Vostitza i Nivelot.
El 1459 va passar als otomans i el 1464 va ser ocupada pels venecians. Els turcs la van recuperar però els venecians hi van tornar el 1659 i el 1685. El 1715 Morea, amb Calamata, fou retornada als turcs. El 1770 fou el quarter general de la revolta grega.

### Edat contemporània
El 23 de març de 1821 Calamata fou la primera ciutat a ésser alliberada dels turcs per les forces de Theódoros Kolokotronis, Petros Mavromikhalis, Nikitas Stamatelopoulos i Papaflessas. El 1825 fou destruïda per Ibrahim Pasha. Després de la guerra es va reconstruir. A la ciutat es va crear la segona cambra de Comerç de la Mediterrània després de la de Marsella.
El 29 d'abril de 1941 es va lliurar una batalla al seu port entre els alemanys que havien envaït Grècia i els neozelandesos de la II divisió de l'exèrcit britànic.
Després de la guerra va entrar en acusada decadència fins que els anys vuitanta va començar a remuntar després del terratrèmol de 1986.